# 591861 Sergeyyazev
591861 Sergeyyazev este o planetă minoră (asteroid) din centura de asteroizi. A fost descoperită pe 6 ianuarie 2008 la  de . 
Obiectul prezintă o orbită caracterizată de o semiaxă mare de 2,9773247668778 UAi, o excentricitate de 0,18031832020842, o înclinație de 8,6528768161195 ° în raport cu ecliptica.